# Welcome Air
Welcome Air (повна назва: Welcome Air Luftfahrt GmbH & Co KG) — колишня австрійська чартерна авіакомпанія, що базується в Інсбруку, Австрія. Припинила діяльність 26 грудня 2017 року

## Пункти призначення
Welcome Air пропонує наступні послуги (станом на 30 березня 2011 року):
- Австрія
  - Грац — Аеропорт Грац-Талерхоф
  - Інсбрук — Аеропорт Інсбрук
- Франція
  - Ніцца — Аеропорт Ніцца — Лазурний Берег
- Німеччина
  - Кельн/Бонн — Аеропорт Кельн/Бонн
  - Ганновер — Аеропорт Ганновер-Лангенхаген
  - Веце — Аеропорт Веце
- Італія
  - Ольбія — Аеропорт Ольбія-Коста Смеральда

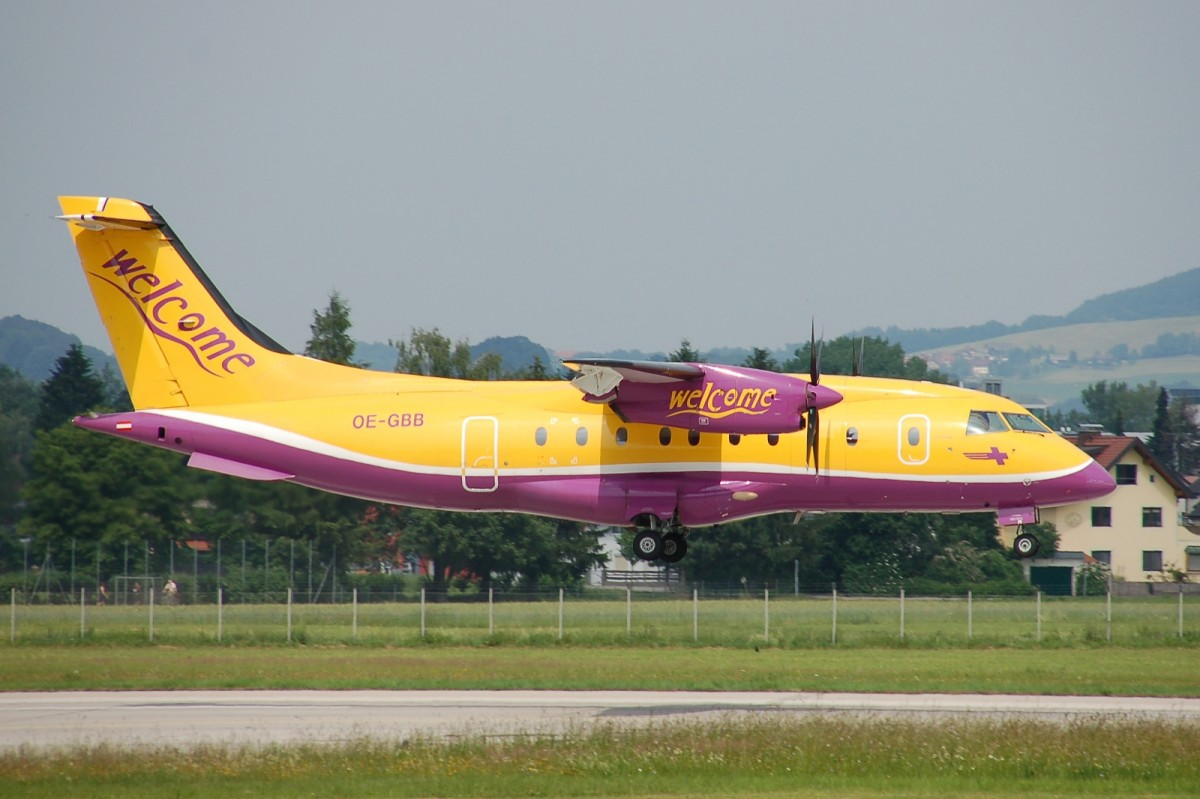
Літак Dornier 328-110 з логотипами авіакомпанії

Взимку авіакомпанія також працює разом з повітряної швидкої допомогою Тіролю для перевезення поранених лижників.

## Флот
Флот Welcome Air складається з таких літаків (30 березня 2011 року):
- 2 Dornier 328-110
- 1 Dornier 328JET